# Elisa Policari
Elisa Policari (Roma, 19 marzo 1997) è una cestista italiana.

## Carriera

### Nazionale
Nel 2016 ha vinto, con l'Italia under 20, la medaglia d'argento all'Europeo di categoria, disputato in Portogallo.

## Statistiche

### Cronologia presenze e punti in nazionale
| Cronologia completa delle presenze e dei punti in Nazionale - Italia | Cronologia completa delle presenze e dei punti in Nazionale - Italia | Cronologia completa delle presenze e dei punti in Nazionale - Italia | Cronologia completa delle presenze e dei punti in Nazionale - Italia | Cronologia completa delle presenze e dei punti in Nazionale - Italia | Cronologia completa delle presenze e dei punti in Nazionale - Italia | Cronologia completa delle presenze e dei punti in Nazionale - Italia | Cronologia completa delle presenze e dei punti in Nazionale - Italia |
| Data                                                                 | Città                                                                | In casa                                                              | Risultato                                                            | Ospiti                                                               | Competizione                                                         | Punti                                                                | Note                                                                 |
| -------------------------------------------------------------------- | -------------------------------------------------------------------- | -------------------------------------------------------------------- | -------------------------------------------------------------------- | -------------------------------------------------------------------- | -------------------------------------------------------------------- | -------------------------------------------------------------------- | -------------------------------------------------------------------- |
| 17-6-2022                                                            | Cividale del Friuli                                                  | Italia                                                               | 83 - 70                                                              | Slovenia                                                             | Amichevole                                                           | 2                                                                    | [ 3 ]                                                                |
| 19-6-2022                                                            | Cividale del Friuli                                                  | Italia                                                               | 46 - 54                                                              | Spagna                                                               | Amichevole                                                           | 0                                                                    | [ 4 ]                                                                |
| Totale                                                               |                                                                      | Presenze                                                             | 2                                                                    |                                                                      | Punti                                                                | 2                                                                    |                                                                      |